# Складна черепаха родезійська
Склáдна черепаха родезійська (Pelusios rhodesianus) — вид черепах з роду Складні черепахи родини Пеломедузові черепахи. Отримала своє визначення за назвою англійської колонії Родезії. Інша назва «мінлива склáдна черепаха».

## Опис
Загальна довжина карапаксу досягає 25,5 см. Голова невелика. Морда виступає уперед, її кінчик роздвоєно. На підборідді є 2 вусики. Карапакс овальної форми, трохи піднятий. Задня його частина гладенька. Кілька практично не помітно. Пластрон великий, містить шарнір між грудними і черевними щитками. Перетинка добре розвинена, що дозволяє черепасі повністю зачинятися у панцирі. Задні лапи мають ребристість, на пальцях по 5 кігтів.
Голова коричнева з різними відтінками, буває із жовтими плямами. за різних температурних або природних умов відтінки коричневого на голові можуть змінюватися. Звідси походить інша назва цієї черепахи. Карапакс чорний або темно—коричневий. Пластрон того ж кольору зі світлими плямами по центру.

## Спосіб життя
Полюбляє ріки, струмки та болота. Харчується рибою, ракоподібними, молюсками, пагонами. стеблами та квітами рослин.
Самиця відкладає 11—14 яєць. Інкубаційний період триває 60—70 днів.

## Розповсюдження
Мешкає в Африці: від півночі Демократичної Республіки Конго і Уганди на південь до Анголи, півночі Ботсвани, Зімбабве, Малаві, центрального Мозамбіку, районів Квазулу, Дурбан, Наталь у ПАР.